# Lost Planet 2
Lost Planet 2 — компьютерная игра в жанре шутер от третьего лица, разработанная и изданная Capcom. Сиквел игры Lost Planet: Extreme Condition, берущий начало через 12 лет после событий оригинала на той же планете. Игра разрабатывалась для PlayStation 3, Xbox 360 и Microsoft Windows. Первоначально планировалось выпустить игру в начале 2010 года, однако Capcom задержала её из-за консольного релиза игры, и версия для Microsoft Windows была выпущена 12 октября 2010. По состоянию на 2 Февраля 2011 Capcom заявила, что было продано более 1,5 миллионов копий игры по всему миру.

## Геймплей
Многие возможности геймплея были взяты из оригинальной Lost Planet. Повторяющиеся элементы включают в себя главные сражения с боссами, экстремальные местности, а также способность управлять механизированными доспехами, известными как бронекостюм VS. 24 июля 2009 года на Comic-Con 2009 состоялась встреча продюсера Дзюна Такэути с фанатами игры. Дзюн Такуэти сообщил, что в игре будет гораздо больше VS, завязанных на кооперативную игру. Игроки смогут прокатиться на некоторых бронекостюмах, держась за них. Этим бронекостюмом будет управлять один игрок, а два других схватятся за него по сторонам и будут стрелять. Такэути также рассказал, что будут летающие бронекостюмы, время полёта которых будет не ограничено.
Также, в отличие от Lost Planet, в Lost Planet 2 нет постоянной потери тепловой энергии у игроков. Это связано с более тёплым климатом. Тем не менее, энергия расходуется, когда игрок управляет бронекостюмом и использует оружие, которое требует энергии. Гармонизатор также расходует тепловую энергию. Однако она всё же расходуется, если постоянно включена какая-нибудь спец. способность, даже несмотря на «тёплый климат». Персонаж также теряет тепловую энергию, если использует спринт (подтверждено в демо). Если один игрок теряет все свои силы, другой может дать ему часть своей энергии, используя новое оружие, чтобы держать игроков живыми.
Кэндзи Огуро и Дзюн Такэути объявили, что игра будет награждать игроков с помощью «очков опыта». Игроки будут зарабатывать больше очков за игру в уникальном стиле и выполняя дополнительные задания в миссиях. После того как игра будет пройдена на любом уровне сложности, игроки могут использовать этого персонажа для кампании. Игрок может использовать эти очки, чтобы разблокировать костюмы и кастомизацию для своего персонажа.

### Многопользовательские режимы
Lost Planet 2 позаимствовала многопользовательские режимы у своей предшественницы, а также включает некоторые новые режимы. В настройке персонажа участвует гораздо больше элементов, чем в оригинальной игре, настраивается не только оболочка, но имеется широкий выбор моделей для ног, лица, туловища и спины.

## Сюжет
Действие снова разворачивается на планете E.D.N. III, спустя 12 лет после событий первой игры. Снег растаял и открыл пустыни, а джунгли заполнили регионы, где раньше было ещё холоднее. Сюжет начинается с того, что наёмники сражаются с «пиратами джунглей». Уничтожив мину, наёмники продолжают покидать район, в котором Акрид категории G появляется и нападает на них. После спасения они узнают, что их точка эвакуации (там, где появился Акрид G) была уничтожена, и никто их не ожидал с целью эвакуации.
Затем игра переключается на спецназ NEVEC, Первую Оперативную Группу Десанта, которая пробивается через город Карпетбаггер в попытке захватить бронепоезд с установленными на него массивными пушками. Не сумев добиться успеха, «космический Акрид» появляется здесь и атакует группу. После того как группа уничтожает его и эвакуируется, выясняется, что все её члены являются клонами Ивана Солотова, персонажа из Lost Planet: Extreme Condition.
История ещё раз переключается, на этот раз на Вейсайдеров (снежных пиратов), которые живут в пустыне. Они возвращались из рейда на город Карпетбаггер, видимо, с тяжёлыми потерями и малыми запасами тепловой энергии. На пути домой они попадают в засаду Акрида категории G, получившего прозвище «красный глаз». После загрузки оставшейся тепловой энергии на бронекостюм, напоминающий вертолёт, они совершают побег, но сбиты «песочными рейдерами». После кражи поезда «песочных рейдеров» группа попадает в засаду Карпетбаггеров с железнодорожным орудием. После захвата контроля над орудием их снова атакует «красный глаз», но на этот раз они могут его убить. Они продолжают свой путь в направлении своего дома, но начинается сильный снежный ураган, который хоронит их дом. Игрок-вейсадер замечает гигантский, светящийся шар на расстоянии, кричит «Сейчас я покажу тебе!» и стреляет в него.
Игра переключается на двоих людей NEVEC, разговаривающих на вертолёте. Шар, увиденный вейсайдерами, назвали «Over-G», а увеличение потребления тепловой энергии им вызовет новый ледниковый период на EDN III. NEVEC планирует убить его с помощью спутника, известного как NEOS. После сбора тепловой энергии они бросят планету. Чтобы предотвратить этот геноцид, большинство сухопутных войск NEVEC дезертирует. Два бывших солдата NEVEC заключены в тюрьму Карпетбаггерами, но освобождены тем, кто «привёл сюда их друзей». Они спасают других солдат NEVEC и вместе пробираются через подземные туннели. Они захватывают подводные лодки NEVEC и спасаются. В результате совещания они решают захватить базу и уничтожают экспериментальное оружие, созданное NEVEC. Группа войск тайком на шаттле отправляется на космическую станцию NEOS. План заключается в использовании её массивной огневой мощи, чтобы уничтожить Over-G, прежде чем он достигнет своей окончательной формы. Сюжет переключается быстро на «Вагобундос» (группу песчаных пиратов). Они сражаются с войсками NEVEC и в конечном счёте захватывают массивный оснащённый пушками сухопутный корабль NEVEC. Они видят Over-G на расстоянии и решают уничтожить его.
Сюжет переключается назад к бывшим войскам NEVEC на космическом корабле. После захвата NEOS они планируют контролировать и навести пушку на Over-G, используя бронекостюмы, но появляется спецназ NEVEC. Бывший командир NEVEC уверяет свои войска, что они могут доверять им. Бывшие войска NEVEC спускаются на планету и рассылают сообщения всем снежным пиратам с просьбой о помощи в уничтожении Over-G Акрида. После битвы с ядром Over-G бойцы наводят на него GPS-маркеры, и спутник NEOS стреляет по ним. Over-G выживает и начинает самовосстанавливаться. Отчаянно стреляя, спецназ NEVEC (Первая Оперативная Группа Десанта) решает пожертвовать собой, врезавшись на NEOS в Over-G. Как только NEOS приближается ближе, Акриды собираются возле ультра-G, а все боевые единицы вне ядра отступают. Все персонажи, участвующие в финальной схватке, были спасены наёмниками, показанными в начале игры. Тепловая энергия активируется в темноте и кажется неработающей, но когда восходит солнце, зритель видит море тепловой энергии и активированные бронекостюмы. Остатки NEOS на том месте, где раньше был Over-G, издалека напоминают гору. Игра заканчивается, как только наёмники и бывшие войска NEVEC улетают на вертолёте и Акрид «Триллид» следует за ними.

## Системные требования
Минимальные
- Oперационная система Windows XP;
- Процессор Intel Core2 Duo/AMD Athlon X2 Dual-Core или выше;
- 1 Гб (XP)/2 Гб (Vista/Windows 7) или больше оперативной памяти;
- 13 Гб свободного места на жёстком диске;
- Видеокарта NVIDIA GeForce серии 7800/ATI Radeon HD 2400 Pro или с 256 Мб видеопамяти, совместимая с DirectX 9.0c и поддержкой Shader3.0;
- Звуковая карта с поддержкой технологии DirectSound (DirectX 9.0c или выше);
- Устройство для чтения DVD c поддержкой DVD9.

Рекомендуемые
- Oперационная система Windows Vista/Windows 7;
- Процессор Intel Core 2 Quad/AMD Phenom X4 Quad-Core или выше;
- 2 Гб (XP)/3 Гб (Vista/Windows 7) или больше оперативной памяти;
- 13 Гб свободного места на жёстком диске;
- Видеокарта NVIDIA GeForce серии 9800/ATI Radeon HD 4800 Pro или с 512 Мб видеопамяти, совместимая с DirectX 9.0c и поддержкой Shader3.0;
- Звуковая карта с поддержкой технологии DirectSound (DirectX 9.0c или выше);
- Устройство для чтения DVD c поддержкой DVD9.

## Разработка
Lost Planet 2 использует обновлённую версию движка MT Framework 2.0, который используется в нескольких играх Capcom. Поддерживает прохождение в режиме кампании до 4-х игроков через Интернет
В отличие от своей предшественницы, Lost Planet 2 позволяет игрокам создавать и настраивать своих собственных персонажей и позволяет открыть больше одежды и моделей персонажей при повышении уровня и загрузки контента. Игре также позволяет игрокам редактировать модели оружия, при наборе нужного уровня. Игроки могут применять вещи, которые они разблокируют в кампании, и использовать их в многопользовательской игре (и наоборот).

## Отзывы
| Сводный рейтинг    | Сводный рейтинг                        |
| Агрегатор          | Оценка                                 |
| ------------------ | -------------------------------------- |
| GameRankings       | X360: 67,95 % PS3: 70,06 % ПК: 59,10 % |
| Metacritic         | 68 % (360) 68 % (PS3) 62 % (PC)        |
| Иноязычные издания |                                        |
| Издание            | Оценка                                 |
| 1UP.com            | B-                                     |
| Edge               | 6/10                                   |
| Eurogamer          | 6/10                                   |
| GamePro            | 3/5                                    |
| GameSpot           | 5,5/10 (360/PS3) 7/10 (PC)             |
| IGN                | 5,5/10 (PS3) 6/10 (360/PC)             |
| OPM                | 3/5                                    |
| X-Play             | 3/5                                    |

Lost Planet 2 получила отзывы «от смешанных к положительным», IGN дала игре 6/10. Рецензия гласит: «Если вы — прожжённый игрок в другие многопользовательские или кооперативные игры, то, может быть, что-нибудь для вас найдётся в Lost Planet 2. Одиночная кампания проходится за 14 часов при полной кооперативной поддержке и имеет множество многопользовательских карт и режимов. Просто сделайте себе лучше: купите страховку для контроллера, который вы будете неизбежно бросать через всю комнату, из-за выглядящего бесконечным ряда проблем с дизайном и интерфейсом Lost Planet 2».
GameSpot дал 5.5/10 и выразил схожий взгляд на разочарование от игры, заявив: «Этот научно-фантастический сиквел, кажется, должен бы иметь все необходимое для шутера, но шокирующее число ошибок в дизайне сводит на нет добрую часть удовольствия».
GamePro дал игре 3/5, заявив: «Lost Planet 2 имеет доставляющий удовольствие многопользовательский контент и интересный дизайн монстров, но этого недостаточно для преодоления его многочисленных недостатков. Те, кто любил играть в первой части игры в мультиплеер, найдут причины для игры, но эта серия разочаровывает, поскольку не использует весь свой потенциал».
Game Informer дал игре 8.5/10, отметив, что игра стала большим шагом вперёд по сравнению с первой частью, но всё же имеет несколько недостатков, которые не могут дать поистине удивительный игровой опыт.